# Tylösand
Tylösand es una localidad situada en el municipio de Halmstad, provincia de Halland, en el país europeo de Suecia, con 399 habitantes en 2010. Se encuentra a 7 km al oeste de Halmstad, en Tyludden. Tylösand es famoso por su 7 kilómetros de playa de arena de largo, sus campos de golf y "Hotell Tylösand". Tylösand  consistía antes sobre todo en las pequeñas casas de veraneo, pero hoy en día se considera una zona cara, donde los ricos y famosos han construido villas de lujo, lo que conduce a un aumento de precios de la vivienda.